# XXI Стремительный легион
Легион XXI «Рапакс» (лат. Legio XXI Rapax) — римский легион, сформированный Октавианом в 31 г. до н. э.. Был разгромлен в Паннонии в 92 году. Символ легиона — козерог.

## Основание
Сформирован по приказу Октавиана сразу после битвы при Акции. Возможно, что формировался из солдат легионов Марка Антония. При формировании получил наименование Rapax («Хищник»).

## Боевой путь
В 25 — 13 годах до н. э. легион скорее всего участвовал в кантабрийской войне в Испании.
Участвовал в захвате Реции в составе армии Тиберия, где встал лагерем в 15 году до н. э. в Регина Кастра (совр. Регенсбург, Германия).
В 6 году участвует в кампании против маркоманов на Дунае в составе армии Тиберия.
После трагедии в Тевтобургском Лесу легион переводят в Ксантен (Германия), где, вместе с легионом V Alaudae, двадцать первый легион выполняет полицейские функции по надзору за батавами и кубернами. Участвует в кампании Германика.
В 21 году легион принимает участие в подавлении восстания туронов в Галлии.
Во времена Калигулы принимает участие в его германской кампании.
В 69 году поддержал Вителлия, совершил марш на Рим, сражался при Бедриаке и при Кремоне.
Во время подавления восстания батавов в 70 году сражался в армии Петиллия Цериалиса вместе с легионом XIII Gemina в в битве при Трире и при Ксантене.
После подавления восстания расположился лагерем в Бонне (совр. Бонн, Германия), а в 83 году был отправлен в Могунтиак (совр. Майнц, Германия).
В 89 году поддержал Антония Сатурнина при его попытке поднять восстание, которое было жестоко подавлено; легионы, его поддержавшие, отправлены в наказание на самые тяжелые участки провинций. Двадцать первый легион был отправлен в Паннонию.

## Расформирование
В 92 году был разбит сарматами на Среднем Дунае.